# Kępa, Tỉnh West Pomeranian
Kępa [ˈkɛmpa] (tiếng Đức: Johannesthal) là một ngôi làng thuộc khu hành chính của Gmina Drawno, thuộc quận Choszczno, West Pomeranian Voivodeship, ở phía tây bắc Ba Lan. Nó nằm khoảng 3 kilômét (2 mi)   phía tây bắc Drawno, 24 km (15 mi) phía đông Choszczno, và 80 km (50 mi) về phía đông của thủ đô khu vực Szczecin.
Trước năm 1945, khu vực này là một phần của Đức. Đối với lịch sử của khu vực, xem Lịch sử của Pomerania.